# Burgstall Regenstauf
Der Burgstall Regenstauf ist eine abgegangene Höhenburg auf dem Schlossberg bei 436,6 m ü. NN im Markt Regenstauf im Oberpfälzer Landkreis Regensburg in Bayern. Die Burgstelle befindet sich in der Nähe der Gaststätte Schlossberg (Schlossberg 1). Andere Bezeichnungen waren Burg Regenstauf oder (Oberes) Schloss Regenstauf. Die Anlage ist partiell als Brunnenhäuschen unter der Aktennummer D-3-75-190-73 als denkmalgeschütztes Baudenkmal von Regenstauf verzeichnet. Von der Burg aus konnte die Regentalstrasse kontrolliert werden, die an einer Engstelle zwischen Flussufer und Burgberg entlang führte. Ebenso wird sie als Bodendenkmal unter der Aktennummer D-3-6838-0103 im Bayernatlas als „Turmhügel des hohen oder späten Mittelalters ("Schloßberg")“ geführt.

## Geschichte

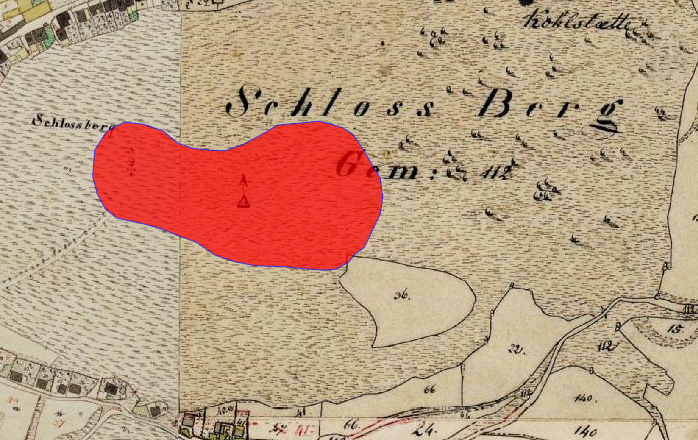
Lageplan von Burgstall Regenstauf auf dem Urkataster von Bayern

Im 12. Jahrhundert ist Regenstauf im Besitz der Burggrafen von Regensburg. Regenstauf war einer der Hauptsitze dieses Geschlechts. Diese Burggrafen stammten aus dem Geschlecht der Babonen. Sie haben die Ortsbezeichnung Stowe oder Reginstophe ihrem Grafen- oder Amtstitel angefügt. Diese Bezeichnung ist von dem althochdeutschen Wort stauf/stouf abgeleitet, das einen kegelförmigen Berg am Regen meint. 1125 erscheint Burggraf Otto († 1143) als Comes de Stowfe. In einer Urkunde für das Kloster Reichenbach testiert Otto als Comes de Stowfe und als prefectus [Ratisbonensis]. Sein Sohn Otto II. testiert um 1145 in einer Urkunde des Klosters Aldersbach als Preses Otto de Stoufen, 1160 tritt dieser als Comes Otto de Reginstouff auf. 1147 erscheint sein Bruder Heinrich III. als comes de Reginstophe, sein Sohn Otto IV. wird um 1174 als Otto filius Henrici Praefecte de Stouf genannt. Ein Heinricus de Stauff (Graf Heinrich V.) wird in einem kaiserlichen Diplom für das Kloster Reichenbach von 1182 erwähnt.
Diese Familie, die sich nach dem Tod Otto I. in eine burggräfliche und eine landgräfliche Linie aufgeteilt hatte, nennt sich nach ihren Hauptwohnorten Riedenburg oder Stefling. Vertreter beider Linien führen aber gelegentlich Regenstauf im Namen, sodass man daraus  schließen kann, dass Regenstauf die gemeinsame Stammburg war. Wann diese aber genau gebaut wurde, ist nicht bekannt, es muss aber vor 1125 gewesen sein.
Nach dem Tod des letzten Babonen, Landgraf Otto VI., ist Regenstauf 1195/96 an die Grafen von Wittelsbach, und zwar an Herzog Ludwig I. den Kelheimer,  gefallen. Deren Erbansprüche gehen auf die Heirat der Adelheid von Wittelsbach mit dem Babonen Otto zurück. In einem Vertrag von 1205 erscheint Ludwig I. im Besitz von castrum Stouffe und der Burg Steffling. Regenstauf wird zum Zentrum eines herzoglichen Amtes (ampt ze Stouffe), das als solches schon in dem Urbar um 1230 bezeugt ist, der Ort gilt als Markt. Nach der ersten Landesteilung Bayerns von 1255 gehört der Ort zum Herzogtum Oberbayern.
Nach dem Übergang von Regenstauf an die Wittelsbacher dürfte es von Pflegern verwaltet worden sein, deren Namen ist nicht vor dem 14. Jahrhundert überliefert (s. u.). 1266 beschreibt der Annalist und Abt Hermann von Niederaltaich, dass Regenstauf 1266 durch den Böhmerkönig Ottokar zerstört wurde, ohne dass dies aber größere Folgen für die Burg oder den Markt hatte. 1317 erhält Herzog Rudolf die Burg Regenstauf mit dem dazugehörenden Gericht. Im Spätmittelalter werden Pflegschaft und Veste des Öfteren verpfändet, aber die herzogliche Oberhoheit wurde nie aufgegeben. U. a. hatten zeitweise die Zenger zwischen 1359 und 1419 die Pflege von Regenstauf inne. 1325 versetzt Kaiser Ludwig dem Reimar von Premmberg die Pflege und das Amt Regenstauf.  Nach dem Hausvertrag von Pavia von 1329 verbleibt Regenstauf beim Herzogtum Oberbayern und wird nicht Teil von „der Pfalz Land in Baiern“, der späteren „Oberen Pfalz“. 1332 bekommen die  Paulsdorfer die Pflege zu Regenstauf. 1338 ist hier Konrad der Äpelhover bezeugt. 1359 ist hier Heinrich der Zenger zu Zwartzenegk bezeugt, 1371 Heinrich der Zenger zu Regensburg. 1379 sind hier Hansen und Ulrich die Zenger zu Swarzeneck bezeugt. 1391 erlauben Karlhoch Hofer und Werner Chottenawer die Wiedereinlösung der Veste Regenstauf. 1397 erlaubt Herzog Stephan III. seinem Sohn Ludwig u. a. Geschloss und Veste Regenstauf an Jörgen den Waldegger, Cunrad dem Preisinger, Schagern von Gundolfingern, Thomann dem Preisinger, Rudlof dem Preisinger und Arnold von Kammer zu versetzen. 1401 erlaubt Herzog Ludwig Conrad, Thomann und Rudolf den Preisingern die Veste und Pflege Regenstauf an Hans den Zenger zu Swarzeneck zu verpfänden. 1407 wird die Veste Regenstauf von Herzog Heinrich wieder eingelöst. 1420 gelobt Jörg Hofer zu dem Lobenstein, die Herrschaft und Veste Regenstauf getreulich zu bewahren und nach Aufforderung wieder zu übergeben. 1424 kauft Georg, genannt Hannslöffl zu Stainberg seinem Vetter Caspar die Vest und den Turm zu Regenstauf ab.
1424 wird also zwischen der Veste und einem Turm differenziert, 1471 wird zwischen einem Burgstall und dem Schloss unterschieden. 1435 verpflichtet sich der Pfleger Marquart Stör, den Zwinger um das Schloss zu mauern. 1458 übergibt Herzog Albrecht dem Hansen Kuttenauer, dessen Hausfrau, Martin Vierrung und deren Erben Schloss und Markt Regenstauf.
Vermutlich sind 1471 bereits Teile der alten Anlage verkommen. In diesem Jahr verkauft Heinrich Zenger zu Regenstauf an Herzog Albrecht den als Lehen erhaltenen Burgstall und das Schloss zu Regenstauf zu vollem Eigen. 1473 ist hier Hartmann von Egloffstein zum Herttenstein zum Pfleger bestellt. 1477 übergibt Herzog Albrecht dem Hannsen Wallrab und dessen Erben Schloss und Markt Regenstauf mit dem Dorfe Diesenbach. Von 1500 ist ein Bild erhalten, das neben einer schlossartigen Burg deutlich abgegrenzt einen zur Ruine gewordenen Turm zeigt, eventuell der frühere Bergfried der Festung.
Im Zuge des Landshuter Erbfolgekrieges zerstört der pfälzische Ritter von Eyb 1504 das Schloss Regenstauf. Durch den Kölner Schiedsspruch vom 30. Juli 1505 durch König Maximilian I.  kommt Regenstauf zum neuerrichteten Herzogtum Pfalz-Neuburg. 1542 wechselt Regenstauf durch das Edikt der Herzöge Ottheinrich und Philipp zum Protestantismus. 1617 wird dies im Zuge der Gegenreformation unter Herzog Wolfgang Wilhelm von Pfalz-Neuburg wieder rückgängig gemacht.
In der zweiten Hälfte des 16. Jahrhunderts ist die Burg in der Landkarte des Philipp Apian noch eingezeichnet. Vermutlich ist sie im Zuge des Dreißigjährigen Krieges dann endgültig zerstört worden. In den folgenden Jahrzehnten wurde die zur Ruine gewordene Burg abgetragen. So fragt 1782 der Regenstaufer Pfarrer bei dem Landesherrn an, die Steine der Burg für den Neubau des Kirchturms verwenden zu dürfen. Ebenso wurden Steine für den Neubau der St. Jakobus-Kirche verwendet, die 1846 abgebrannt war. Andere Steinräuber werden wohl nicht offiziell angefragt haben, aber 1800 standen noch größere Teile der Anlage.

## Pfleger und Richter des Pflegamtes Regenstauf
- Marquard Stör (1422–1446)
- Albert Ignaz († 1471)
- Hans Wallrab von Hauzendorf († 1483)
- Hans Wallrab zu Haunzendorf († 1510)
- Siegmund Grünbeck (1515)
- Albrecht Kuttenauer (1526–1527)
- Alexander von Wemding (1538)
- Hans Trummer sen. (1540)
- Georg Teufel zu Pirkensee (1540–1547)
- Hans Trummer jun. (1544)
- Heinrich Leiblfing (1555–1564)
- Wolfgang Teufel zu Pirkensee (1556–1559)
- Ferdinand von Tanneck (1566)
- Achaz von Damberg (1570–1583)
- Benno von Hezenheim (1591)
- Jörg Hausner (1592–1600)
- Hans Wolf Münch zu Ramspau (1603–1612)
- Johann Sebastian Erlbeck (1611)
- Erasmus von Schletz (1613)
- Hans Nothaft zu Wernberg (1617)
- Wolf Heinrich Sauerzapf (1619–1624)
- Hans Leonhard Sauerzapf (1623–1629)
- Baltasar Reinhard Praitschädel (1654–1659)
- Hans Christian von und zu Diemantstein (1691)
- Georg Christian von Silbermann
- Albert Ignatz von Silbermann
- Christoph von Reisach (1764)
- Josef Karl Freiherr von Drechsel und Taufstetten (1790)

Nach dem Übergang des Herzogtums Pfalz-Neuburg zum Königreich Bayern kommt Regenstauf 1808 zum Regenkreis. 1812 wird hier ein eigenes Landgericht mit 19 Gemeinden errichtet. 1857 umfasst das Landgericht Regenstauf auch die Gemeinden des Landgerichtes Burglengenfeld (Bubach am Forst, Buchenlohe, Hirschling, Ramspau, Schönleiten, Steinsberg). 1862 kommt Regenstauf zum Bezirksamt Stadtamhof. 1929 wird dieses Bezirksamt aufgelöst und alle seine 61 Gemeinden werden dem Bezirksamt Regensburg eingegliedert. Seit 1939 heißen diese Bezirksämter Landkreise.

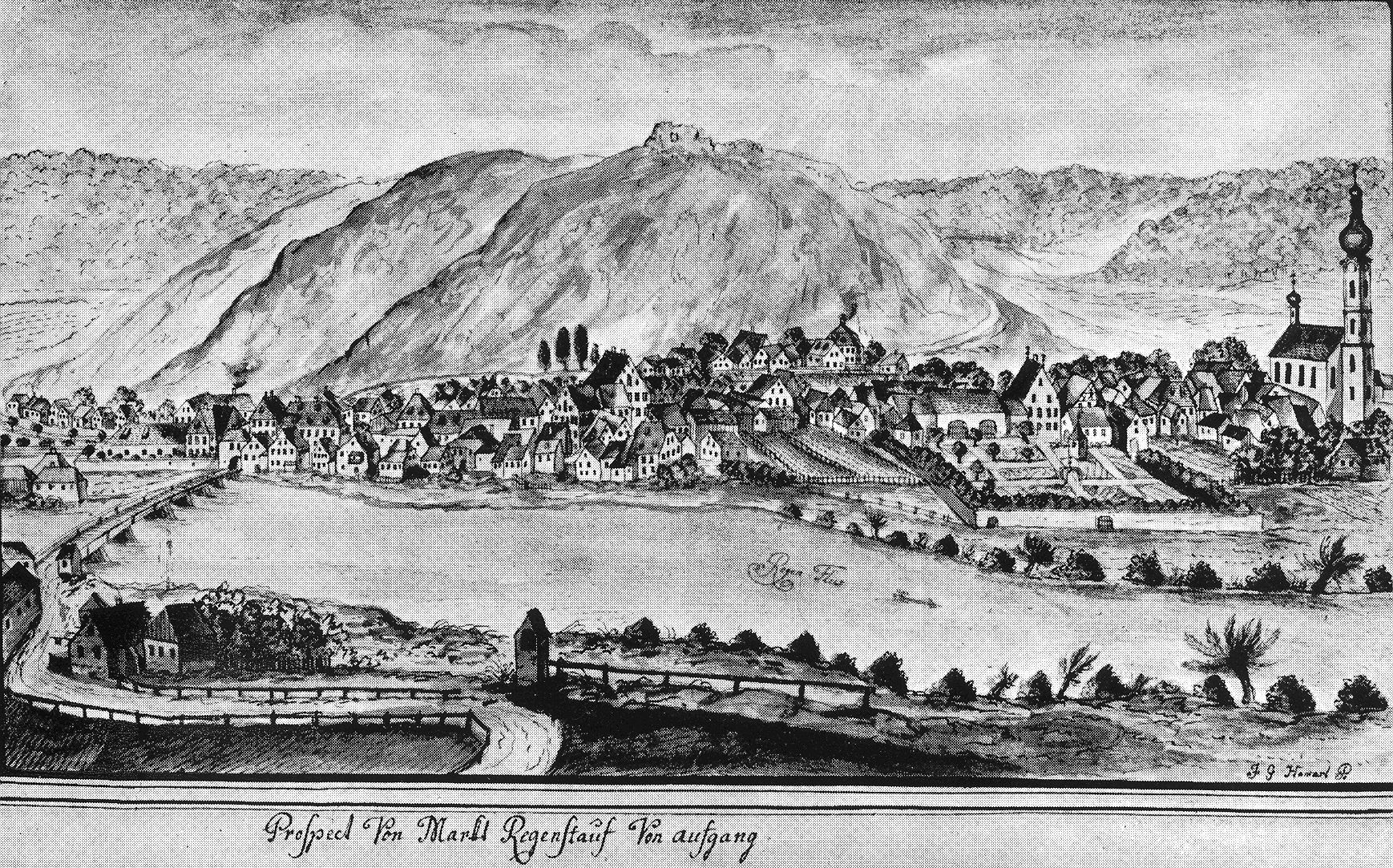
Stich von Regenstauf um 1800 von J. G. Hämmerl

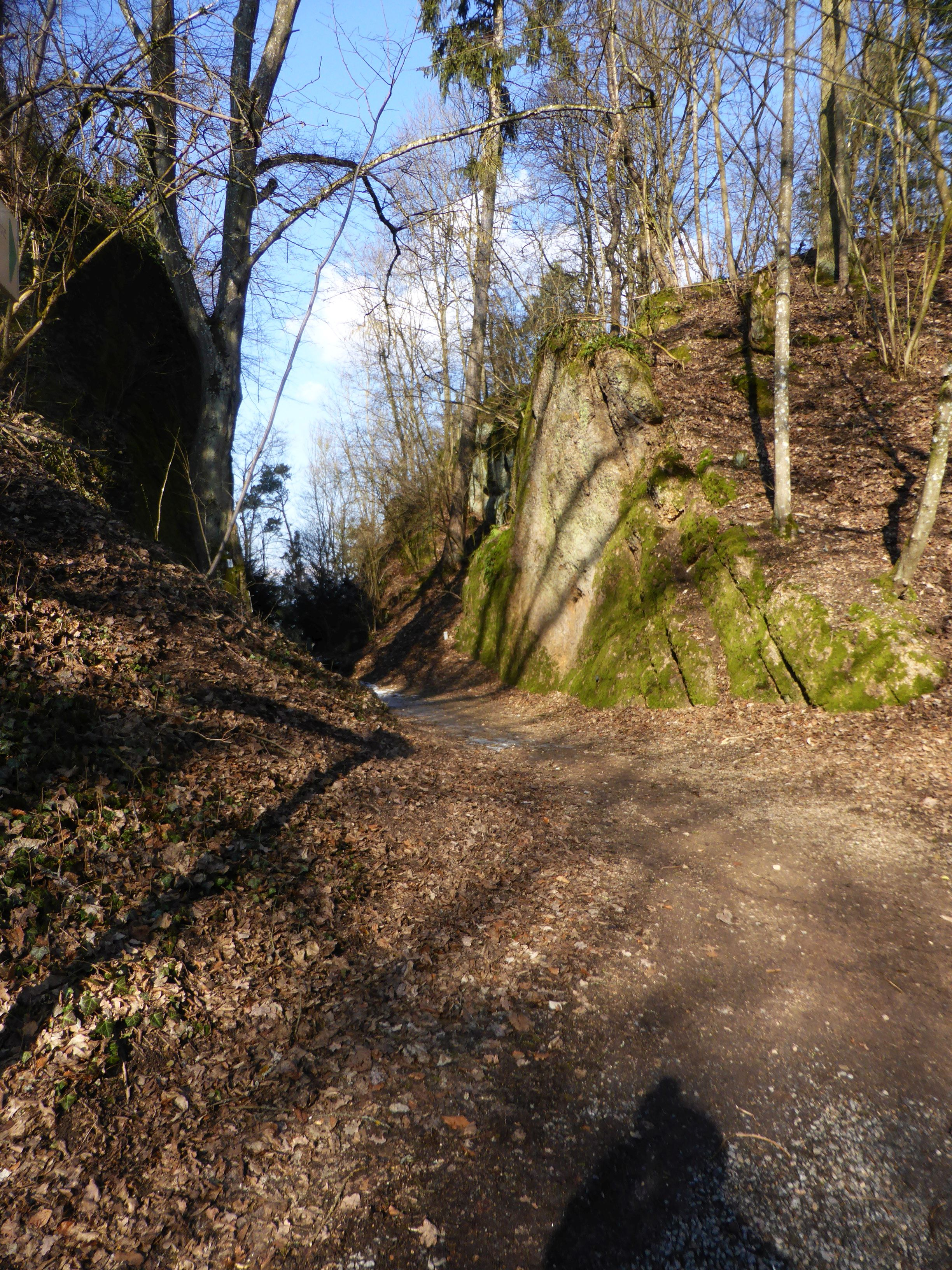
Abschnittsgraben der Burg Regenstauf

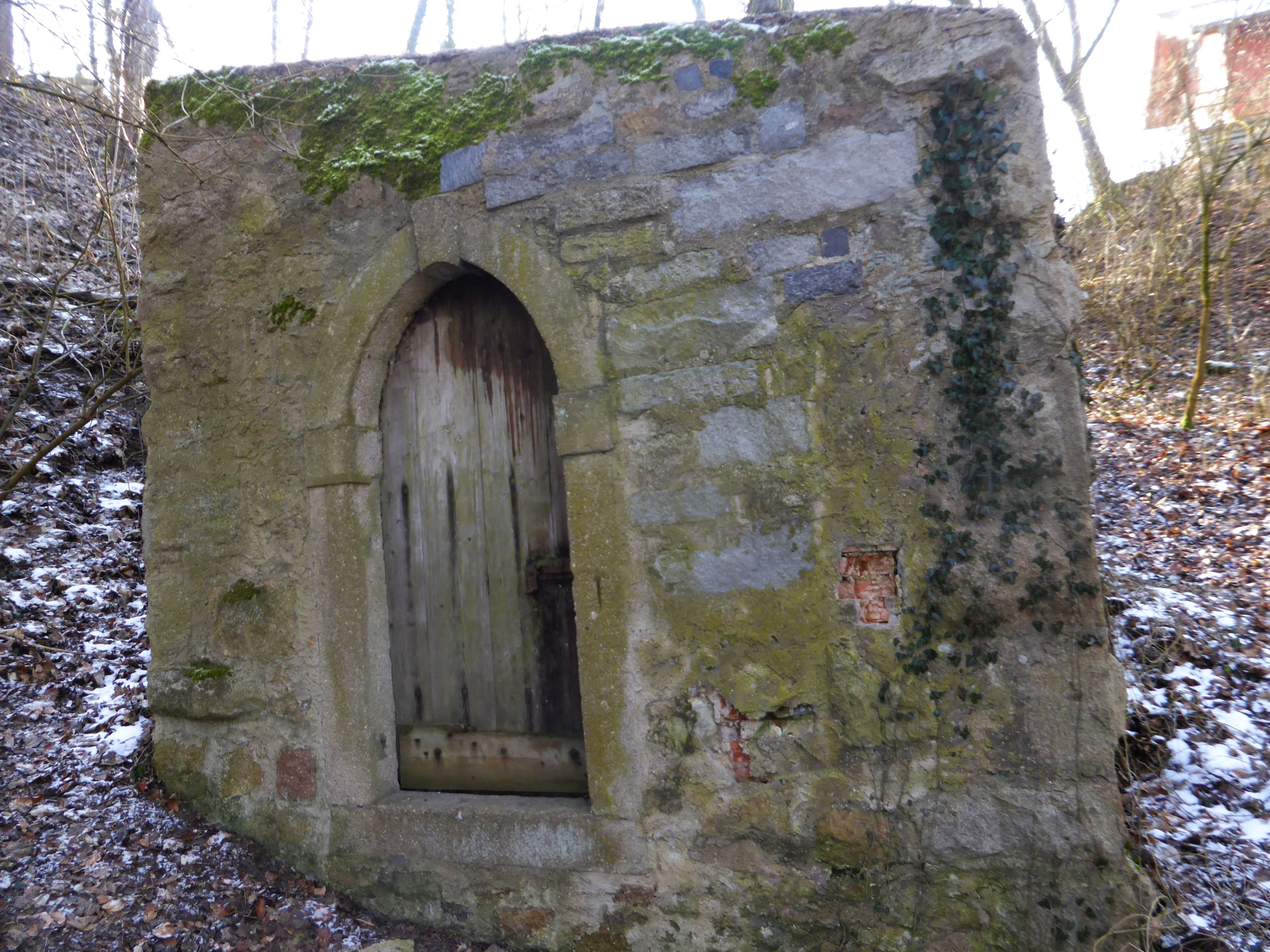
Brunnenhaus

## Burgstall Regenstauf heute
Auf der Kuppe des Schlossberges liegt ein mehrteiliger Burgstall. Erhalten haben sich drei Gräben. Ein in Nord-Süd-Richtung verlaufener Abschnittsgraben trennt den Ostteil des Bergplateaus von dem eigentlichen Burgareal. Der Graben ist bis zu sieben Meter tief und wirkt wie eingesägt in den Tonporphyr. Hier wurde 1888 eine Lourdesgrotte errichtet. Die beiden anderen Gräben flankieren den Burgbereich, doch sind ihre Seiten wesentlich schräger, so dass zwei kegelförmige Hügel entstanden sind. Oberhalb des Grabens stand der Bergfried, von dem nichts mehr erhalten ist, auf den aber eine fünfeckige Eintiefung noch hindeutet.
Im östlichen Bereich liegt eine kellerartige Einhöhlung, die bisweilen als Brunnen interpretiert wurde, vermutlich aber eher eine Vorburg andeutet. 1912 wurde der Brunnen auf Veranlassung der Bergvereins bis auf eine Tiefe von 80 m ausgegraben, dann stieß man auf einen granitenen Boden. Es konnten auch einige Artefakte gesichert werden (Torschlüssel, Münze von 1549, Tonscherben, Lanzenspitze, Beil, Kreuzpickel). Im Westen und Südwesten der Gipfelfläche liegt eine schmale Hangterrasse, die vermutlich zu einem ehemaligen Zwinger gehörte.
Die Anlage scheint sich insgesamt auf drei Kuppen ausgedehnt zu haben. Doch muss dies zeitlich differenziert werden. Nach der ältesten Ansicht um 1590 nahm das Schloss den westlichen Teil des Berges ein und war partiell mit einer Zwingermauer umgeben, die vermutlich erst nach 1435 entstanden ist. Östlich der Anlage erhob sich ein mächtiger Turm, von dem aus eine Brücke über einen tiefen Graben zum Schloss führte. Vermutlich ist dieser Turm der Rest einer bereits im 15. Jahrhundert bestehenden Burg. Dieser Turm dürfte die Angriffsseite vom inneren Rand des Burggrabens geschützt haben. An  einem neuzeitlichen Wasserbehälter sind Buckelquader als Spolien der früheren Burg verbaut. Der Burgstall der ehemaligen Burganlage ist heute ein Bodendenkmal.

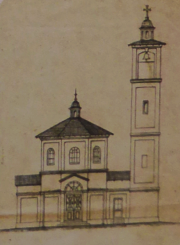
Geplante Kapelle auf dem Burgberg Regenstauf

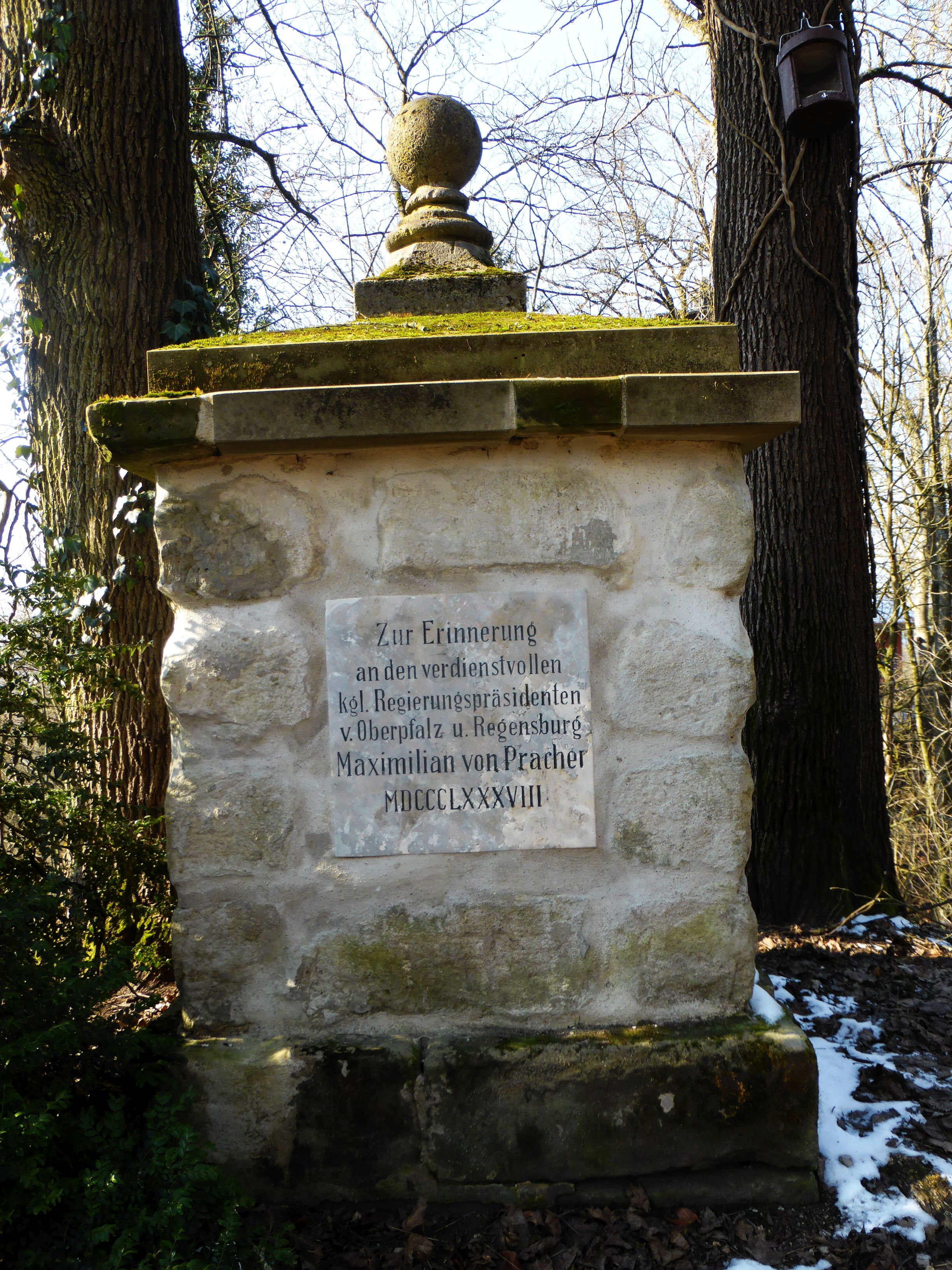
Pracher-Denkmal auf dem Burgberg Regenstauf

Der kahle Burgberg wurde auf Anregung des Regierungspräsidenten Maximilian von Pracher ab 1871 mit Bäumen bepflanzt. Ihm zu Ehren wurde in seinem Todesjahr 1888 ein Denkmal gesetzt. 
Zu Beginn des 20. Jahrhunderts war geplant, den Schlossberg als Mons Christianus umzugestalten. Es war daran gedacht, hier eine Kirche, ein Benediktinerkloster und ein Missionsseminar zu bauen. Hinzu sollte eine Sommerresidenz für den Regensburger Bischof, ein Fremdenhotel sowie ein Erholungsheim für Priester, Kleriker und Studenten kommen.  Mit einer Spende wurde 1891 mit dem Bau eines Turmes für eine Kapelle begonnen, zu dem Kapellenbau kam es jedoch nicht. Der heute als  Aussichtsturm genutzte Turm wurde nach Beseitigung der Kriegsschäden von 1945 in den 1950er Jahren um drei Meter auf 37 m erhöht und zu einem Aussichtsturm ausgebaut (Einweihung 14. und 15. Juli 1953).
1920 wurde am Schlossberg eine zuerst aus Holz gebaute Schlosswirtschaft gebaut, diese wurde 1966 abgerissen und durch einen gemauerten Bau ersetzt.